# Nordlige kalkalper
De Nordlige kalkalper er en bjergkæde i Central-Alperne i Østrig, der strækker sig fra Bregenzerwald i Vorarlberg i vest til Wienerwald i Niederösterreich og Wien i øst.
De højeste toppe i kæden er Parseierspitze (3.038 m) i Lechtalalpane, og Dachstein (2.996 m).
Bjergkæder i de Nordlige kalkalper er (fra øst til vest)
- - Wienerwald (1)
  - Gutensteiner Alperne (2)
  - Rax og Schneeberg (3)
  - Mürzstegalperne (Schneealpe)(4)
  - Türnitzer Alperne (5)
  - Ybbstaler Alperne (6)
  - Hochschwab (7)
  - Ennstaler Alperne (medGesäuse) (8)
  - Oberösterreichische Voralpen (9)
  - Totes Gebirge (10)
  - Hoher Dachstein (11)
  - Salzkammergut (12)
  - Tennengebirge (13)
  - Berchtesgaden Alperne (14)
  - Loferer Steinberge og Leoganger Steinberge (15)
  - Chiemgauer Alperne (16)
  - Kaisergebirge (17)
  - Rofangebirge, Brandenberger Alperne (18)
  - Bayerische Voralpen (Mangfallgebirge, Estergebirge etc.) (19)
  - Karwendel (20)
  - Wetterstein (21)
  - Ammergauer Alperne (22)
  - Allgäuer Alperne (23)
  - Lechtaler Alperne (24)
  - Lechquellengebirge (25)
  - Bregenzerwald (26)